# Загребельний Павло Іванович
Павло Іванович Загребельний (22 червня 1934, с. Рождественське Черкаської області — 14 лютого 1997, Тернопіль) — український актор театру і кіно, режисер, діяч культури, педагог. Народний артист Української РСР (1980). Мав нагороди СРСР.

## Життєпис
Закінив акторський (1961) і режисерський (1974) факультети Київського театрального інституту.
Від 1961 року — актор, від 1973 — режисер, 1974–1987 — головний режисер Тернопільського обласного музично-драматичного театру імені Т. Г. Шевченка (нині академічний театр міста). Від 1995 року — професор Тернопільського експериментального інституту педагогічної освіти.

## Театральна діяльність
Поставив спектаклі:
- «Голубі олені» О. Коломійця (1973);
- «Поки гарба не перекинулась» О. Іоселіані (1975);
- «Тарас Бульба» за М. Гоголем (1980, співреж.);
- «Моя професія — синьйор з вищого світу» Джуліо Скарніччі, Ренцо Тарабузі (1983);
- «Влада темряви» Льва Толстого (1984);
- «Роксолана» за П. А. Загребельним (1985);
- «… А за тим пропав і слід» за К. Кізі (1987);
- «Кайдашева сім'я» за Іваном Нечуєм-Левицьким (1988);
- «Маруся Богуславка» Михайла Старицького (1993) та ін.

Серед ролей у театрі:
- Матій («Ой піду я в Бориславку» за І. Франком);
- Грабець («Балладина» Ю. Словацького);
- дядько Лев («Лісова пісня» Лесі Українки);
- Лаврін Запорожець («Незабутнє» за О. Довженком);
- Платон («Дикий Ангел» О. Коломійця);
- Тарас Бульба в однойменній виставі за М. Гоголем;
- Курц («Хазяїн» І. Карпенка-Карого).

1991 року організував у ПК ВАТ «Ватра» Український національний театр, де поставив спектаклі «Наймичка» І. Тогобочного, «Степан Бандера» Я. Верещака, композицію «Згадаймо праведних гетьманів» Б. Мельничука.
Автор наукових праць, посібників, театрознавчих та інших статей у періодиці.

## Фільмографія
Знявся у фільмах:
- «Вечори на хуторі біля Диканьки» (1983, добродій);
- «За двома зайцями» (1961, Парубок);
- «Чортова дюжина» (1970, Балабан);
- «Вершники» (1972, Директор іподрому);
- «Веселі Жабокричі» (1972, Савка);
- «Вечори на хуторі біля Диканьки» (1983, Пацюк);
- «І в звуках пам'ять відгукнеться…» (1986).